# Armando Díaz
Armando Díaz (fl. XX secolo) è stato un calciatore argentino, di ruolo centrocampista.

## Caratteristiche tecniche
Giocava come mediano destro.

## Carriera

### Club
Díaz esordì in prima squadra con il River Plate nella Primera División 1939; nel 1943 giocò un solo incontro. Dato che al River aveva trovato assai poco spazio, si trasferì al Lanús in vista della Primera División 1944; di questa squadra divenne il mediano destro titolare, giocandovi più di 140 partite in 6 stagioni. Scese in campo anche nello spareggio per la retrocessione del campionato 1949, giocato in 4 gare contro l'Huracán e perso dal Lanús.

## Palmarès

### Club

#### Competizioni nazionali
- Campionato argentino: 2

River Plate: 1941, 1942